# 베이징 우커쑹 스포츠센터 야구장
베이징 우커쑹 스포츠센터 야구장(중국어 간체자: 北京五棵松体育中心棒球场)은 주 경기장인 메인 필드와 보조 경기장 2개로 구성되어 있는 야구 경기장이다. 보조 경기장 중 하나인 제2 필드도 올림픽 기간중에 야구 경기가 열리기도 했다. 우커숭 야구장은 2008년 하계 올림픽 경기장 중 제일 먼저 공사를 끝낸 경기장이기도 하다.
한편, 2008년 3월 16일과 17일에는 메이저 리그 베이스볼팀인 로스앤젤레스 다저스와 샌디에이고 파드리스의 시범 경기가 펼쳐지기도 했다. 이 경기장은 올림픽을 위한 임시 경기장이며, 올림픽 후에는 철거되어 대규모 상업 복합시설을 지을 예정이었다. 하지만, 사업주가 계속 바뀌는 등의 문제가 있으나 2015년 현재 대형상업무시설이 공설 중이다.